# Gran Premio della Liberazione 2022
Il Gran Premio della Liberazione 2022, settantacinquesima edizione della corsa, valida come evento dell'UCI Europe Tour 2022 categoria 1.2U, si è svolto il 25 aprile 2022 su un percorso di 138 km, con partenza e arrivo a Roma, in Italia. La vittoria fu appannaggio del tedesco Henri Uhlig, il quale completò il percorso in 3h18'40", alla media di 41,678 km/h, precedendo gli italiani Martin Marcellusi e Carlo Francesco Favretto.
Sul traguardo di Roma 72 ciclisti, su 168 partiti dalla medesima località, portarono a termine la competizione.

## Ordine d'arrivo (Top 10)
| Pos. | Corridore                | Squadra       | Tempo    |
| ---- | ------------------------ | ------------- | -------- |
| 1    | Henri Uhlig              | Germania      | 3h18'40" |
| 2    | Martin Marcellusi        | Bardiani      | s.t.     |
| 3    | Carlo Francesco Favretto | General Store | s.t.     |
| 4    | Kevin Bonaldo            | Qhubeka       | a 8"     |
| 5    | Nicolás David Gómez      | Colpack       | s.t.     |
| 6    | Alberto Bruttomesso      | Zalf          | s.t.     |
| 7    | Federico Iacomoni        | Carnovali     | s.t.     |
| 8    | Davide De Pretto         | Zalf          | s.t.     |
| 9    | Davide Vignato           | General Store | s.t.     |
| 10   | Alessandro Pinarello     | Bardiani      | s.t.     |